# Zlom San Andreas

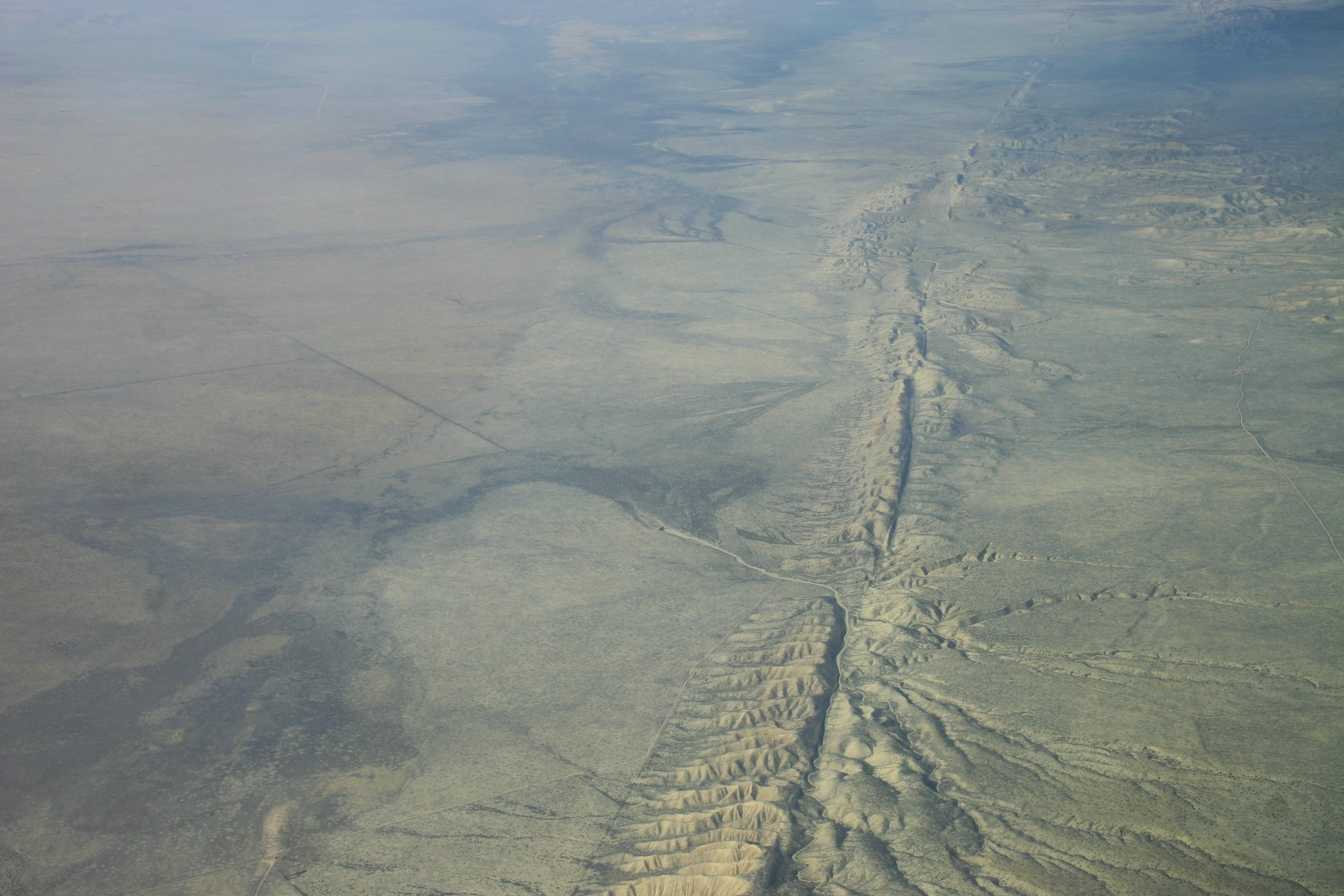
Pohled z letadla na Sanandreaský zlom

San Andreas (anglicky San Andreas Fault) je název pro tektonický zlom, konkrétně transformní zlom, který se nachází v Kalifornii v USA a odděluje tak západní část Kalifornie od zbytku kontinentálního USA. Jde přímo o učebnicový příklad transformního zlomu, který se vyznačuje pohybem dvou litosférických desek vedle sebe, v tomto případě se o sebe třou desky pacifická a severoamerická. V důsledku tohoto tření dochází ke vzniku zemětřesení. Jedná se o poruchu zemské kůry, která je dlouhá přibližně 1 200 km (750 mi) a v šířce asi 200 m je doprovázena soustavou souběžných i napříč probíhajících kratších trhlin. Zlom pokračuje do Tichého oceánu.

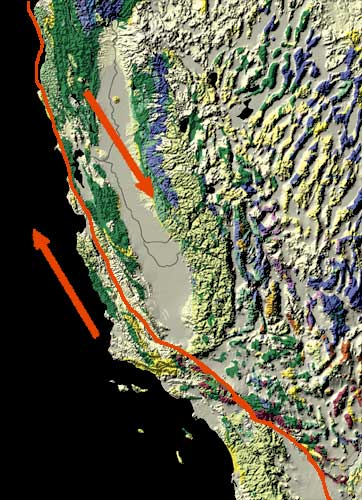
Mapa zlomu zobrazující relativní pohyb zemských desek

## Geografie
Zlom protíná San Francisco a táhne se severně od Los Angeles ve vzdálenosti 65 km. Nejvíce se přibližuje na 56 km (35 mi) severovýchodně od města. Desky jsou 50 až 250 kilometrů silné. Litosférické desky sahají až do hloubky 16 kilometrů. Kerné posuny se na povrchu projevují řadou příkopových propadlin podél nichž se nachází horské hřbety.

## Dělení
Zlom se dělí na tři části.
- Jižní část (známá pod názvem Mojave segment) začíná v oblasti Salton Sea a běží severním směrem.
- Centrální část
- Severní část - protíná poloostrov San Francisco

## Historie
Zlom byl poprvé identifikován v roce 1895 profesorem geologie Andrewem Lawsonem z Kalifornské univerzity v Berkeley, který objevil jeho severní zóny. Je pojmenován po jezeru San Andreas, které vzniklo v údolí mezi dvěma deskami.
Zlom San Andreas na sebe obrátil pozornost až po ničivém zemětřesení roku 1906. Epicentrum bylo přímo v San Francisku a škody byly zaznamenány na sever i jih do města do vzdálenosti 640 kilometrů. Během několika minut se země v místech zlomu posunula až o šest metrů – padaly ploty a stromy, popraskaly silnice a potrubí.

## Zemětřesení
- 1857 Fort Tejon: Otřesy o síle 7,9 Mw s rupturou dlouhou asi 350 km (220 mi) ve střední a jižní Kalifornii. Dvě oběti.
- 1906 San Francisco: Otřesy o síle 7,8 Mw s rupturou dlouhou asi 430 km (270 mi) s epicentrem u San Francisca. Zemětřesení a následné požáry si vyžádaly minimálně 3 000 obětí.
- 1957 San Francisco: Zemětřesení o síle 5,7 Mw s epicentrem v Tichém oceánu západně od San Francisca.
- 1989 Loma Prieta: Otřesy o síle 6,9 Mw s rupturou dlouhou asi 40 km (25 mi), která však nedosáhla povrchu, u města Santa Cruz. Zemřelo 63 lidí.
- 2004 Parkfield: Zemětřesení o síle 6 Mw.